# Naverland 2
Naverland 2, også kaldet Danbyg-højhuset eller Kontorhus 1, er et højhus i Hersted Industripark i Albertslund Kommune.
Højhuset blev bygget i 1972 og er med sine 53 meter et vartegn for Hersted Industripark.
Højhuset består af 16 etager, som benyttes til erhvervslokaler for små- og mellemstore virksomheder.
55°40′47.5″N 12°23′17″Ø / 55.679861°N 12.38806°Ø